# Escuela de Artes y Oficios (fútbol)
El Escuela de Artes y Oficios fue un equipo de fútbol perteneciente al Escuela de Artes y Oficios, a su vez, al Cercado de Lima, del Perú. Además de ser una de las primeras instituciones limeñas en practicar el fútbol.

## Historia
La Escuela de Artes y Oficios del Departamento de Lima del Perú, era un centro de estudios, fundado en 1864 por el presidente Juan Antonio Pezet y luego en 1905 fue inaugurado como Escuela Nacional de Artes y Oficios.
Está institución tuvo una participación activa en los inicios de la difusión del balompié peruano. Su campo deportivo era el Recreo Grau ubicado en la Alameda de la Plaza de Acho.

## Club Estrella
El Club Estrella , fue el primer club de la Escuela de Artes y Oficios en participar en torneos de fútbol entre instituciones educativas (llámense universidades o escuelas). Una de sus primeras participaciones fue en el campeonato universitario organizado por Universidad Nacional Mayor de San Marcos en 1908.
Luego el club fue participando en campeonatos y torneos organizados por equipos de Lima y Callao como por ejemplo: San Martín del Callao.

### Torneos
- El torneo de 1903 organizado por Atlético Chalaco donde participaron también el San Martín , Club Independencia del Callao y Atlético Grau No.2.
- El torneo de 1908 organizado por Universidad Nacional Mayor de San Marcos.

### Amistosos
- Partido amistoso de 1903, con San Martín del Callao.
- Partido amistoso de 1908, con Sport José Gálvez.

## Escuela de Artes y Oficios (fútbol)
El Club Escuela de Artes y Oficios (fútbol) también perteneciente a la institución del mismo nombre; inicialmente participó en campeonatos y torneos organizados por equipos del Callao y de Lima antes de 1912, por ejemplo:
- El campeonato organizado por Sportivo Alianza en 1903 y 1904.
- Partidos amistosos con Sport Bolognesi de 1908.
- El organizado por Unión Cricket (fútbol) de 1909, donde participaron también: Club Leoncio Prado ,  Cable Central Athletic Club , Morro de Arica y el Association Football Club.

Participó en la Segunda División del Perú de 1916, logrando posicionarse en los mejores puestos y fue promovido a la primera división del Perú de 1917. Para el año de 1917 salva la categoría en la primera división. 
Finalmente para la primera división del siguiente año; no se presenta a participar,perdiendo así la categoría y descendiendo a la Segunda División de 1918. Desde entonces nunca más regresó a la primera división del Perú.

### Amistosos
- Partido amistoso en 1903 y 1904, con Sportivo Alianza.
- Partido amistoso en 1908, con Sport Bolognesi.

### Torneos
- Torneo de 1909, organizado por Unión Cricket (fútbol)
- Segunda división (división intermedia): 1916, 1918 al 1925
- Primera división: 1917

## Rivalidades
Durante su existencia futbolística el club tuvo muchas rivalidades con equipos del Callao y de Lima. Tenemos por ejemplo: San Martín del Callao , Club Independencia , Atlético Chalaco , Atlético Grau N°1 , Atlético Grau No.2 , Sport Bolognesi , Sportivo Alianza , Unión Perú , Alianza Chorrillos , Fraternal Barranco , Sportivo Tarapacá Ferrocarril , Unión Miraflores , Sport Alianza  , Atlético Unión , Sport Inca , Atlético Peruano entre otros equipos.

## Enlace
- Tema: La Formación de los Clubes Deportivos., Capítulo 2 de La difusión del fútbol en Lima, tesis de Gerardo Álvares Escalona, biblioteca de la Universidad Nacional Mayor de San Marcos
- Tesis Difusión del Fútbol en Lima
- Historia Futbol peruano

- Datos: Q5839052